# Big Daddy (1999)
Big Daddy is een Amerikaanse langspeelfilm van regisseur Dennis Dugan uit 1999. De komedie werd uitgebracht door Columbia Pictures met in de hoofdrollen Adam Sandler en de tweeling Dylan en Cole Sprouse.
In de film wordt filmmuziek gebruikt van Teddy Castellucci, naast nummers van Rufus Wainwright en Dennis DeYoung.
De film was genomineerd als slechtste film bij de Golden Raspberry Awards 1999, het scenario als slechtste scenario. Ook Dennis Dugan was genomineerd als slechtste regisseur en Rob Schneider werd voor zijn rol in de film bekroond met een nominatie als slechtste mannelijke bijrol. Maar uiteindelijk kreeg Big Daddy dat jaar enkel de Golden Raspberry voor Adam Sandler zelf als slechtste acteur.

## Verhaal
Sonny (Sandler) is rommelig, ongedisciplineerd en onverantwoordelijk. In andere woorden: een groot kind. Zijn vriendin ziet een toekomst met hem niet meer zitten en vertrekt. De volgende ochtend staat er een jongetje van vijf voor de deur. Hij is de zoon van Sonny's gescheiden huisgenoot, maar die zit momenteel in China. Julian is opgegeven voor adoptie. Sonny besluit de jongen zelf op te voeden om te bewijzen dat hij wel degelijk verantwoordelijkheid kan dragen.

## Rolverdeling
| Acteur                | Personage                     |
| --------------------- | ----------------------------- |
| Adam Sandler          | Sonny Koufax                  |
| Dylan en Cole Sprouse | Julian 'Frankenstein' McGrath |
| Joey Lauren Adams     | Layla Maloney                 |
| Jon Stewart           | Kevin Gerrity                 |
| Leslie Mann           | Corinne Maloney               |
| Rob Schneider         | koerier                       |
| Jonathan Loughran     | Mike                          |
| Allen Covert          | Phil D'Amato                  |
| Peter Dante           | Tommy Grayton                 |
| Kristy Swanson        | Vanessa                       |
| Joseph Bologna        | Lenny Koufax                  |
| Steve Buscemi         | thuisloze                     |
| Josh Mostel           | Arthur Brooks                 |
| Edmund Lyndeck        | Mr. Herlihy                   |
| Geoffrey Horne        | Sid                           |